# Siffleur à queue noire
Pachycephala melanura
Espèce
Statut de conservation UICN

 LC  : Préoccupation mineure
Le Siffleur à queue noire (Pachycephala melanura) est une espèce de passereaux de la famille des Pachycephalidae. Il vit en Australie.

## Sous-espèces
Selon NCBI (14 avr. 2011), cet oiseau est représenté par trois sous-espèces :
- Pachycephala melanura melanura ;
- Pachycephala melanura dahli ;
- Pachycephala melanura robusta.